# ATP-toernooi van Bordeaux
Het ATP-toernooi van Bordeaux (ook bekend onder de naam Grand Prix Passing Shot) was een tennistoernooi van de ATP-Tour dat tussen 1979 en 1995 plaatsvond op de buitenbanen van Villa Primerose in de Franse havenstad Bordeaux.

## Finales

### Enkelspel
| Datum      | Naam                            | Categorie    | ($)       | Ondergrond        | Winnaar           | Verliezend finalist   | Uitslag                 |         |
| ---------- | ------------------------------- | ------------ | --------- | ----------------- | ----------------- | --------------------- | ----------------------- | ------- |
| 11-09-1995 | Grand Prix Passing Shot         | World Series | $ 375.000 | Hardcourt, buiten | Yahiya Doumbia    | Jakob Hlasek          | 6-4, 6-4                | Details |
| 12-09-1994 | Grand Prix Passing Shot         | World Series | $ 375.000 | Hardcourt, buiten | Wayne Ferreira    | Jeff Tarango          | 6-0, 7-5                | Details |
| 13-09-1993 | Grand Prix Passing Shot         | World Series | $ 330.000 | Hardcourt, buiten | Sergi Bruguera    | Diego Nargiso         | 7-5, 6-2                | Details |
| 14-09-1992 | Grand Prix Passing Shot         | World Series | $ 300.000 | Hardcourt, buiten | Andrej Medvedev   | Sergi Bruguera        | 6-3, 1-6, 6-2           | Details |
| 09-09-1991 | Grand Prix Passing Shot         | World Series | $ 270.000 | Hardcourt, buiten | Guy Forget (2)    | Olivier Delaître      | 6-1, 6-3                | Details |
| 10-09-1990 | Grand Prix Passing Shot         | World Series | $ 270.000 | Gravel, buiten    | Guy Forget (1)    | Goran Ivanišević      | 6-4, 6-3                | Details |
| 25-09-1989 | Grand Prix Passing Shot         |              | $ 225.000 | Gravel, buiten    | Ivan Lendl        | Emilio Sánchez        | 6-2, 6-2                |         |
| 25-07-1988 | NGP Passing Shot de Bordeaux    |              | $ 215.000 | Gravel, buiten    | Thomas Muster     | Ronald Agenor         | 6-3, 6-3                |         |
| 13-07-1987 | Nabisco Grand Prix Passing Shot |              | $ 125.000 | Gravel, buiten    | Emilio Sánchez    | Ronald Agenor         | 5-7, 6-4, 6-4           |         |
| 07-07-1986 | Nabisco Grand Prix Passing Shot |              | $ 125.000 | Gravel, buiten    | Paolo Canè        | Kent Carlsson         | 6-4, 1-6, 7-5           |         |
| 16-09-1985 | Nabisco Grand Prix Passing Shot |              | $ 80.000  | Gravel, buiten    | Diego Pérez       | Jimmy Brown           | 6-4, 7-6                |         |
| 17-09-1984 | Grand Prix Passing Shot         |              | $ 75.000  | Gravel, buiten    | José Higueras     | Francesco Cancellotti | 7-6, 6-1                |         |
| 19-09-1983 | Grand Prix Passing Shot         |              | $ 75.000  | Gravel, buiten    | Pablo Arraya      | Joan Aguilera         | 7-5, 7-5                |         |
| 20-09-1982 | Grand Prix Passing Shot         |              | $ 75.000  | Gravel, buiten    | Hans Gildemeister | Pablo Arraya          | 7-5, 6-1                |         |
| 21-09-1981 | Grand Prix Passing Shot         |              | $ 75.000  | Gravel, buiten    | Andrés Gómez      | Thierry Tulasne       | 7-6, 7-6, 6-1           |         |
| 22-09-1980 | Grand Prix Passing Shot         |              | $ 50.000  | Gravel, buiten    | Mario Martinez    | Gianni Ocleppo        | 6-0, 7-5, 7-5           |         |
| 01-10-1979 | Grand Prix Passing Shot         |              | $ 50.000  | Gravel, buiten    | Yannick Noah      | Harold Solomon        | 6-0, 6-7, 6-1, 1-6, 6-4 |         |

### Dubbelspel
| Datum      | Naam                            | Categorie    | ($)       | Ondergrond        | Winnaars                              | Runners-up                        | Uitslag       |         |
| ---------- | ------------------------------- | ------------ | --------- | ----------------- | ------------------------------------- | --------------------------------- | ------------- | ------- |
| 11-09-1995 | Grand Prix Passing Shot         | World Series | $ 375.000 | Hardcourt, buiten | Sasa Hirszon Goran Ivanišević         | Henrik Holm Danny Sapsford        | 6-3, 6-4      | Details |
| 12-09-1994 | Grand Prix Passing Shot         | World Series | $ 375.000 | Hardcourt, buiten | Olivier Delaître Guy Forget (2)       | Diego Nargiso Guillaume Raoux     | 6-2, 2-6, 7-5 | Details |
| 13-09-1993 | Grand Prix Passing Shot         | World Series | $ 330.000 | Hardcourt, buiten | Pablo Albano Javier Frana             | David Adams Andrej Olchovski      | 7-6, 4-6, 6-3 | Details |
| 14-09-1992 | Grand Prix Passing Shot         | World Series | $ 300.000 | Hardcourt, buiten | Sergio Casal (2) Emilio Sánchez (2)   | Arnaud Boetsch Guy Forget         | 6-1, 6-4      | Details |
| 09-09-1991 | Grand Prix Passing Shot         | World Series | $ 270.000 | Hardcourt, buiten | Arnaud Boetsch Guy Forget (1)         | Patrik Kühnen Alexander Mronz     | 6-2, 6-2      | Details |
| 10-09-1990 | Grand Prix Passing Shot         | World Series | $ 270.000 | Gravel, buiten    | Tomás Carbonell (2) Libor Pimek       | Mansour Bahrami Yannick Noah      | 6-3, 6-7, 6-2 | Details |
| 25-09-1989 | Grand Prix Passing Shot         |              | $ 225.000 | Gravel, buiten    | Tomás Carbonell (1) Carlos di Laura   | Agustín Moreno Jaime Yzaga        | 6-4, 6-4      |         |
| 25-07-1988 | NGP Passing Shot de Bordeaux    |              | $ 215.000 | Gravel, buiten    | Joakim Nyström Claudio Panatta        | Christian Miniussi Diego Nargiso  | 6-1, 6-4      |         |
| 13-07-1987 | Nabisco Grand Prix Passing Shot |              | $ 125.000 | Gravel, buiten    | Sergio Casal (1) Emilio Sánchez (1)   | Darren Cahill Mark Woodforde      | 6-3, 6-3      |         |
| 07-07-1986 | Nabisco Grand Prix Passing Shot |              | $ 125.000 | Gravel, buiten    | Jordi Arrese David de Miguel-Lapiedra | Ronald Agenor Mansour Bahrami     | 7-5, 6-4      |         |
| 16-09-1985 | Nabisco Grand Prix Passing Shot |              | $ 80.000  | Gravel, buiten    | David Felgate Steve Shaw              | Libor Pimek Blaine Willenborg     | 6-4, 5-7, 6-4 |         |
| 17-09-1984 | Grand Prix Passing Shot         |              | $ 75.000  | Gravel, buiten    | Pavel Složil Blaine Willenborg        | Loïc Courteau Guy Forget          | 6-1, 6-4      |         |
| 19-09-1983 | Grand Prix Passing Shot         |              | $ 75.000  | Gravel, buiten    | Stefan Simonsson Magnus Tideman       | Francisco Yunis Juan Carlos Yunis | 6-4, 6-2      |         |
| 20-09-1982 | Grand Prix Passing Shot         |              | $ 75.000  | Gravel, buiten    | Hans Gildemeister Andrés Gómez (2)    | Anders Järryd Hans Simonsson      | 6-4, 6-2      |         |
| 21-09-1981 | Grand Prix Passing Shot         |              | $ 75.000  | Gravel, buiten    | Andrés Gómez (1) Belus Prajoux        | Jim Gurfein Anders Järryd         | 7-5, 6-3      |         |
| 22-09-1980 | Grand Prix Passing Shot         |              | $ 50.000  | Gravel, buiten    | John Feaver Gilles Moretton           | Gianni Ocleppo Ricardo Ycaza      | 6-3, 6-2      |         |
| 01-10-1979 | Grand Prix Passing Shot         |              | $ 50.000  | Gravel, buiten    | Patrice Dominguez Denis Naegelen      | Bernard Fritz Iván Molina         | 6-4, 6-4      |         |

ITF-toernooien (mannen en vrouwen)

ATP-toernooien (mannen) – ATP-seizoen 2025

WTA-toernooien (vrouwen) – WTA-seizoen 2025

Voormalige toernooien mannen
Voormalige toernooien vrouwen
Voormalige amateurtoernooien
1979 · 1980 · 1981 · 1982 ·1983 · 1984 · 1985 · 1986 · 1987 · 1988 · 1989 · 1990 · 1991 · 1992 · 1993 · 1994 · 1995